# Chiesa dell'Ecce Homo (Alcamo)
La chiesa dell'Ecce Homo è una chiesa cattolica che si trova ad Alcamo, in provincia di Trapani.

## Storia
L'attuale chiesa dell'Ecce Homo fu costruita nel 1753 sullo stesso posto in cui c'era prima una cappella detta del Crocifissello e a ridosso delle mura occidentali della città; infatti siccome era piccola, i membri della Congregazione chiesero all’amministrazione comunale del tempo la concessione del cortile della cappella, al fine di potervi costruire una chiesa più grande.
I lavori di costruzione iniziarono nel 1753 e furono completati l'anno seguente.  
L'edificio è stato chiuso al culto a causa del terremoto del 1968; dopo diversi anni dal sisma, nel 1986 la Soprintendenza per i beni culturali di Trapani promosse un primo intervento di recupero architettonico e consolidamento della chiesa, comprendenti lavori sulla volta e il tetto.
Infine nel 1992 la Soprintendenza dispose il completamento dei lavori e si procedette quindi alla riparazione degli stucchi, alla sostituzione degli infissi, all'adeguamento degli impianti, alla esecuzione delle indorature e delle pitture interne, e a tutti i lavori necessari. 
Oggi la chiesa del Santissimo Ecce Homo di Alcamo non è più un tempio abbandonato a se stesso, ma è un bene culturale salvato dal degrado e da qualche tempo viene adibita ad auditorium e a sede di convegni di natura culturale.

## Descrizione e opere
La chiesa presenta all'esterno un portale semplice, sormontato da una nicchia in cui si può notare una formella di marmo, in altorilievo, che raffigura l’Ecce Homo.
L'interno ha una navata di forma circolare, simile a quella nella chiesa dei Santi Cosma e Damiano, con pregevoli decorazioni a stucco del Settecento sulla volta; la sua forma è emisferica, con quattro vele sormontanti le finestre che finiscono su dei pilastri in muratura.
Nelle vele vi sono raffigurate la profezia della Passione di Gesù Cristo, la flagellazione, il Calvario e la Croce del Risorto; al centro della volta, è rappresentato lo Spirito Santo in forma di colomba e la Sacra Bibbia.
Ci sono tre altari e le seguenti opere: 
- Ecce Homo, statua lignea, altare maggiore
- Crocifisso ligneo, altare sinistro
- San Francesco di Paola: statua recente sull'altare destro
- organo con relativo cantoria,  sopra l’ingresso, di fronte l’altare maggiore.

## La Congregazione
La Congregazione del Santissimo Ecce Homo, che  fu istituita attorno al 1750 dal canonico don Vincenzo Fiderico, cappellano dell’ospedale Santo Spirito e San Vito e primo rettore della congregazione, era formata da macellai e altri commercianti, che a causa degli orari di lavoro erano soliti riunirsi il venerdì sera nella chiesetta dell'Ecce Homo per gli incontri spirituali.
Dopo essere stata in altre chiese, nel 1753, il vescovo di Mazara del Vallo, a seguito delle pressanti richieste da parte della Congregazione, concesse la chiesetta del Crocifissello, situata nel quartiere della chiesa madre e attigua a un cortile delimitato dalle antiche mura della città e da alcune abitazioni.
Gli scopi principali erano:
- promuovere la maggior gloria di Dio e della Chiesa cattolica, la conversione dei peccatori e la fine delle bestemmie
- dedicarsi alle opere spirituali e al Santissimo Ecce Homo
- attivarsi per la riforma dei propri costumi, dando agli altri il buon esempio di vita cristiana e mantenendo lo spirito di carità verso tutti[4]

Ne erano esclusi:
- tutte le donne
- tutti i nobili o maestri o dignitari di qualunque tipo
- gli immorali, irreligiosi ed eretici
- i condannati per delitti pubblici o privati e i colpevoli di acquisti illeciti di beni ecclesiastici
- gli scostumati e scandalosi, come concubini, adulteri, bestemmiatori, profanatori dei giorni festivi.[4]

Il primo venerdì di marzo, la festa era preceduta da una settimana di esercizi spirituali e seguita dalle Quarantore.
I congregati durante i riti e le processioni indossavano uno scapolare, fatto di due quadratini di tessuto con due nastri viola all'estremità; una parte, con l'immagine dell'Ecce Homo, pendeva sul petto, e l'altra, con il ricamo di una corona di spine e tre chiodi, dietro le spalle.
La Congregazione è esistita fino al 1968, allorché il terremoto del Belice danneggiò notevolmente l'edificio,  rendendo la chiesa inagibile.